# Henry Jarvis Raymond
Henry Jarvis Raymond (n. 24 ianuarie 1820, New York, SUA – d. 18 iunie 1869, New York City, New York, SUA) a fost un jurnalist, politician american și cofondator al The New York Times, pe care l-a fondat alături de George Jones. A fost membru al Adunării Statului New York, viceguvernator al New York-ului, președinte al Comitetului Național Republican și ales în Camera Reprezentanților SUA. Pentru contribuția sa la formarea Partidului Republican, Raymond a fost uneori numit „nașul Partidului Republican”.